# Gabriel Vilardi
Gabriel Vilardi (Kingston, Ontario, 16 de agosto de 1999) apodado Gino, Lardo o G, es un jugador profesional canadiense de hockey sobre hielo que se desempeña en la posición de centro en Winnipeg Jets, equipo de la National Hockey League (NHL).

## Carrera
Fue seleccionado en la primera ronda en la NHL Entry Draft de 2017. En 2019 hizo su debut profesional con el equipo Los Angeles Kings, en el cual jugó cuatro temporadas (2019-2023), después pasó a Winnipeg Jets, donde lleva jugando una temporada.